# Rémi Langevin
Pour les articles homonymes, voir Langevin et Famille Langevin.
Rémi Langevin, né en 1950 à Paris (France), est un mathématicien français, professeur à l'Université de Bourgogne et ancien président de la Société mathématique de France.

## Biographie
Rémi Langevin est né en 1950 à Paris. Il est le fils de Bernard Langevin, guide de haute montagne, et de Claire Chavannes. Il est de la famille de Paul Langevin par son père et de la famille d'Edouard Chavannes par sa mère.
Ancien élève de l'École normale supérieure de Saint-Cloud (promotion 1971), il est professeur de mathématiques à l'université de Bourgogne, habilité à diriger des recherches. Il est un membre actif de la Société mathématique de France, dont il est président de 1994 à 1996.
Il a été jusqu'en 2005 membre de la Commission de réflexion sur l’enseignement des mathématiques, présidée d'abord par Jean-Pierre Kahane, puis par Jean-Christophe Yoccoz.
Il participe à la réédition des cours de physique pour enfants de Marie Curie intitulé Leçons de Marie Curie, à l'instar de l'expérience de pédagogie effectuée par plusieurs prix Nobel, comme l'évoque le journal Libération. 
En 2012, il est distingué comme docteur honoris causa de l'université de Łódź en Pologne.
Il est également l'auteur d'un ouvrage sur la géométrie intégrale, Integral geometry from Buffon to geometers of today, publié par la Société mathématique de France en 2015.

## Domaines de recherche
Après des recherches en théorie des nœuds, Rémi Langevin a abordé différents domaines comme les sous-variétés, les singularités algébriques, les feuilletages et les méthodes de la géométrie intégrale. 
Par la suite, il s'est intéressé aux systèmes dynamiques et à la classification des difféomorphismes de Smale, puis à l'entropie en dynamique discrète et à l'entropie des feuilletages. Il a ensuite abordé la géométrie conforme, et en particulier l'étude des cyclides de Dupin (en) et des surfaces canal.
Il a écrit de nombreux articles en géométrie différentielle, intégrale et en topologie, a dirigé plusieurs thèses et a participé à l'ouvrage De la méthode, recherches en histoire et philosophie des mathématiques, dirigé par Michel Serfati. 
Il a travaillé notamment sur l'œuvre de Buffon, dont il a étudié l'intérêt de sa géométrie intégrale pour les géomètres d'aujourd'hui.

## Distinctions
- Octobre 1989 : prix du recteur de l’université de Łódź (avec Pavel Walczak).
- Septembre 2012 : doctorat honoris causa décerné par l’université de Łódź[5].
- Octobre 2012 : prix du recteur de l’université de Łódź (avec Pavel Walczak).

## Publications

### Ouvrages
- Courbures, feuilletages et surfaces: mesures et distributions de Gauss, Université de Paris-Sud, 1980, 142 p., thèse de doctorat.
- Christian Bonatti, Rémi Langevin et Emmanuelle Jeandenans, Difféomorphismes de Smale des surfaces, Société mathématique de France, 1998, 235 p.
- (en) Jean-Paul Pier, Jean-Paul Brasselet, Alberto Conte, Pierre Dugac, Christian Houzel, Jean-Pierre Kahane et Rémi Langevin, Development of mathematics 1950-2000, Birkhäuser, 2000
- Jean-Pierre Kahane (dir.), L'enseignement des sciences mathématiques, Odile Jacob, 2002
- (en) Paweł Walczak, Lawrence Conlon, Rémi Langevin et Takashi Tsuboi, Foliations : Geometry and Dynamics, World Scientific, 2002
- Michel Bitbol, Adrien Douady, Rémi Langevin, André Revuz et Michel Serfati (dir.), De la méthode, recherches en histoire et philosophie des mathématiques, Université Paris Diderot, 2002
- Leçons de Marie Curie : Physique élémentaire pour les enfants de nos amis  (préf. Yves Quéré, postface Hélène Gispert), EDP Sciences, 2003, 124 p., textes recueillis par Isabelle Chavannes, avant-propos par Hélène Langevin-Joliot et Rémi Langevin
- (en) Paweł Walczak, Jesús Álvarez López, Steven Hurder, Rémi Langevin et Takashi Tsuboi, Foliations, World Scientific, 2012
- (en) Integral geometry from Buffon to geometers of today, Paris, Société mathématique de France, 2015

### Articles
- La petite musique de la géométrie intégrale, décembre 1998.
- Dynamical systems in dimension 2 and 3: Conjugacy invariants and classification par C. Bonatti, V. Grines et R. Langevin, mars 2001.
- Set of spheres and applications, juillet 2004.
- The geometry of canal surfaces and the length of curves in de Sitter space, par Rémi Langevin, Gil Solanes et Jun O'Hara, 2008-2009.
- Canal foliations of S3, par Rémi Langevin et Pawel Walczak, mars 2009.
- Dynamical behaviour of Darboux curve, par Ronaldo Garcia, Rémi Langevin et Pawel Walczak, juillet 2009.
- Integral geometry from Buffon to the use of twentieth century mathematics, 2011.